# 香港美利酒店

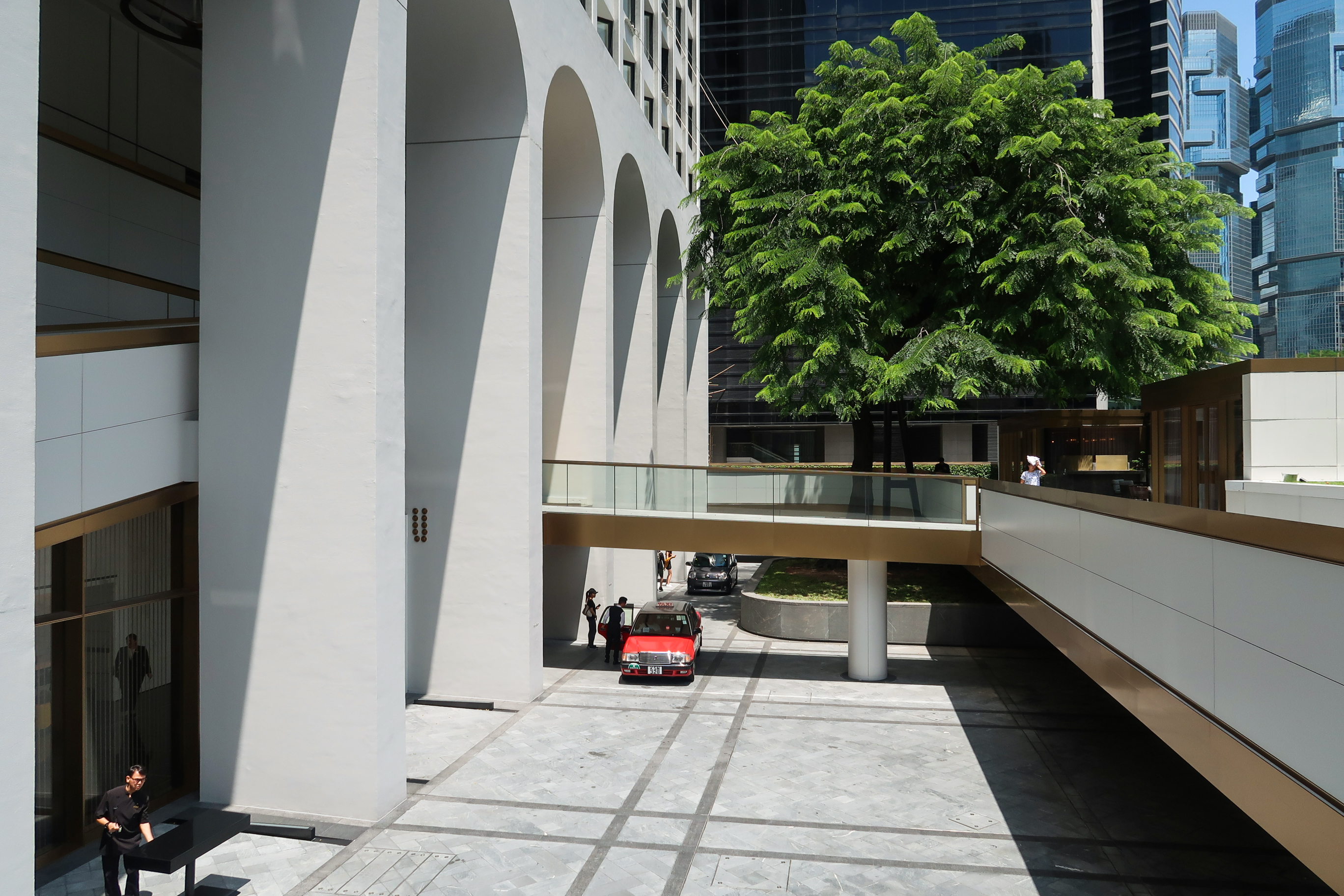
項目範圍內原有18棵樹，最終僅剩下上落客區門前的古樹得以保留，需加固承托

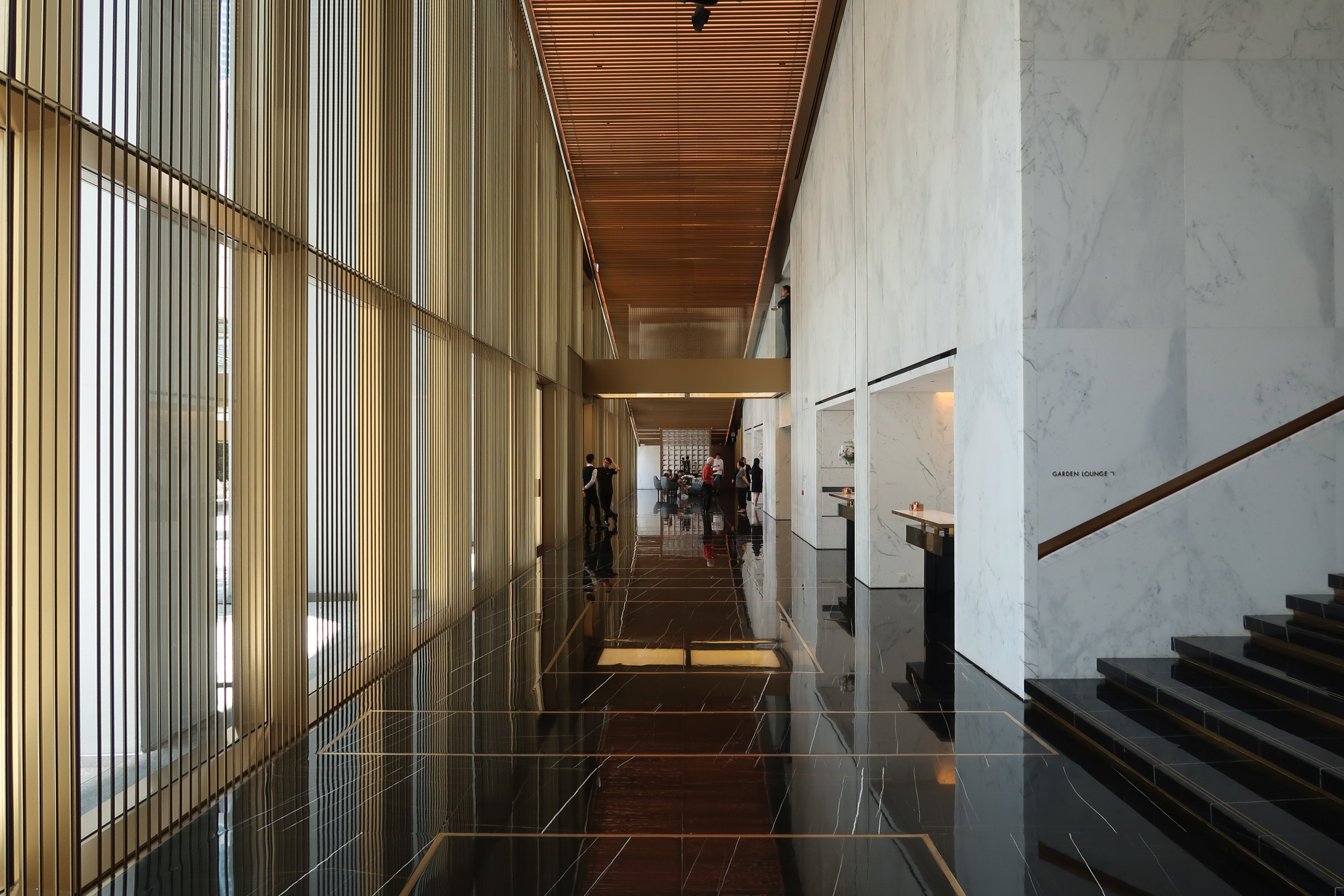
酒店大堂採用白色，並以銅金色襯托

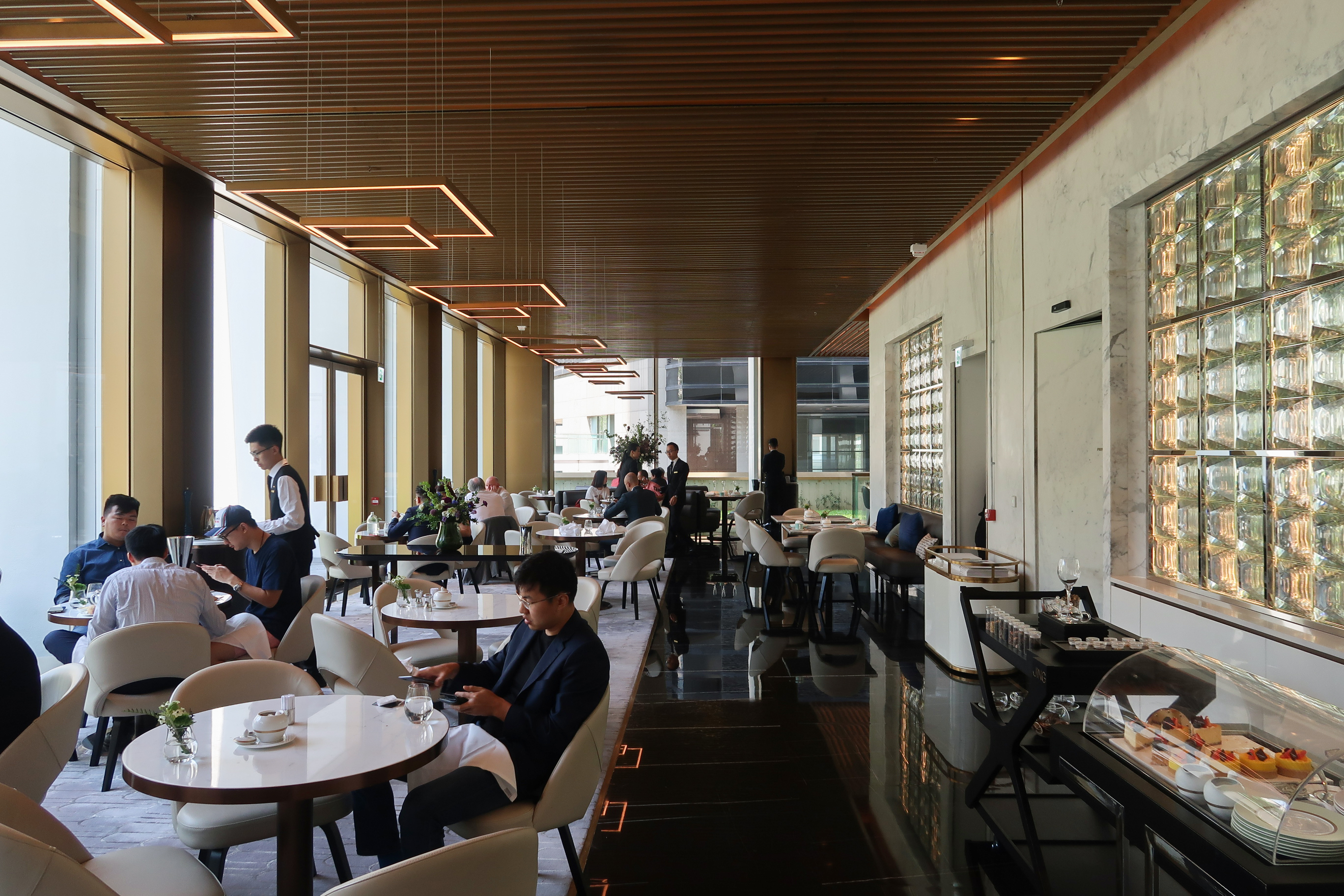
Garden Lounge 餐廳

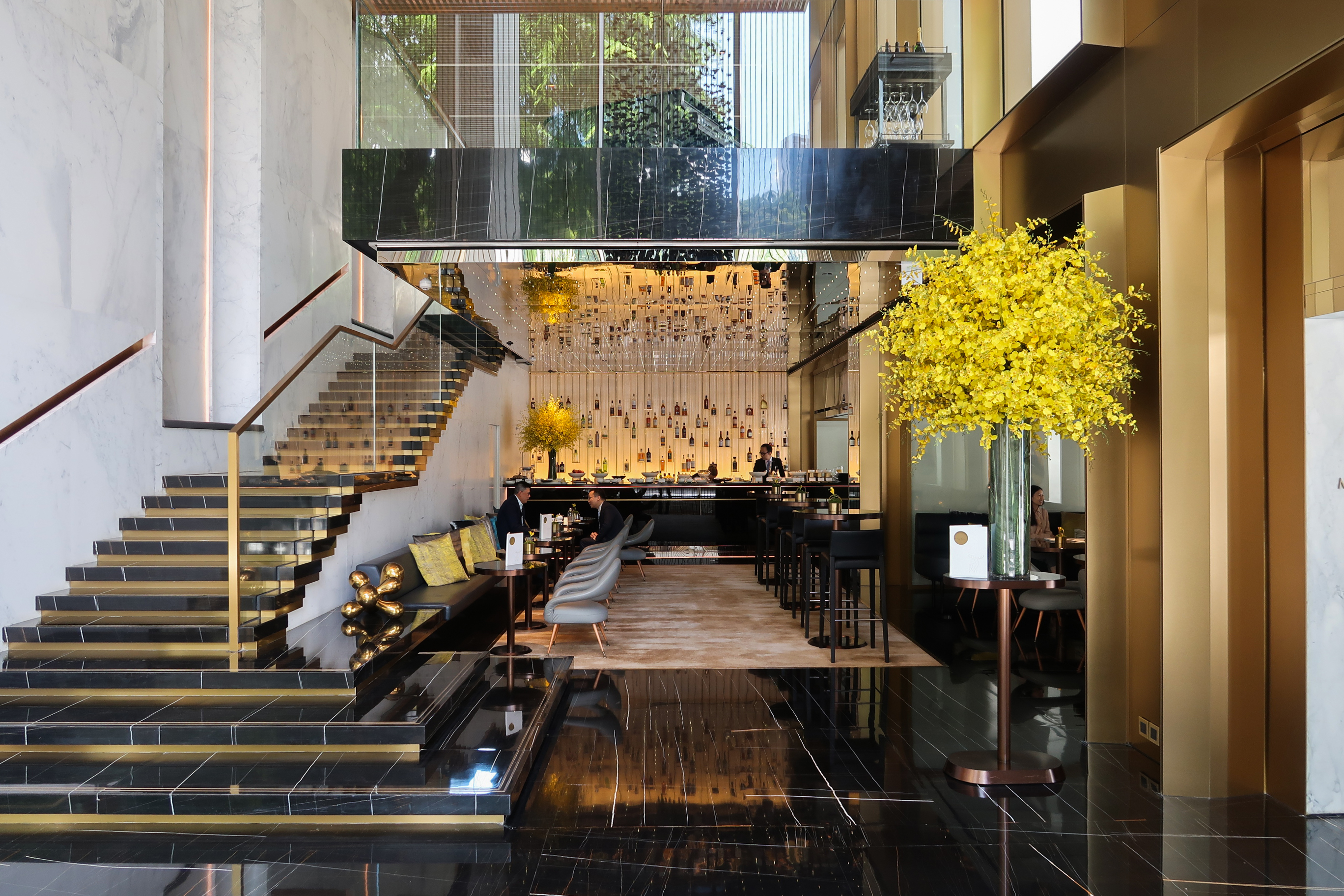
地下 Murray Lane 酒吧

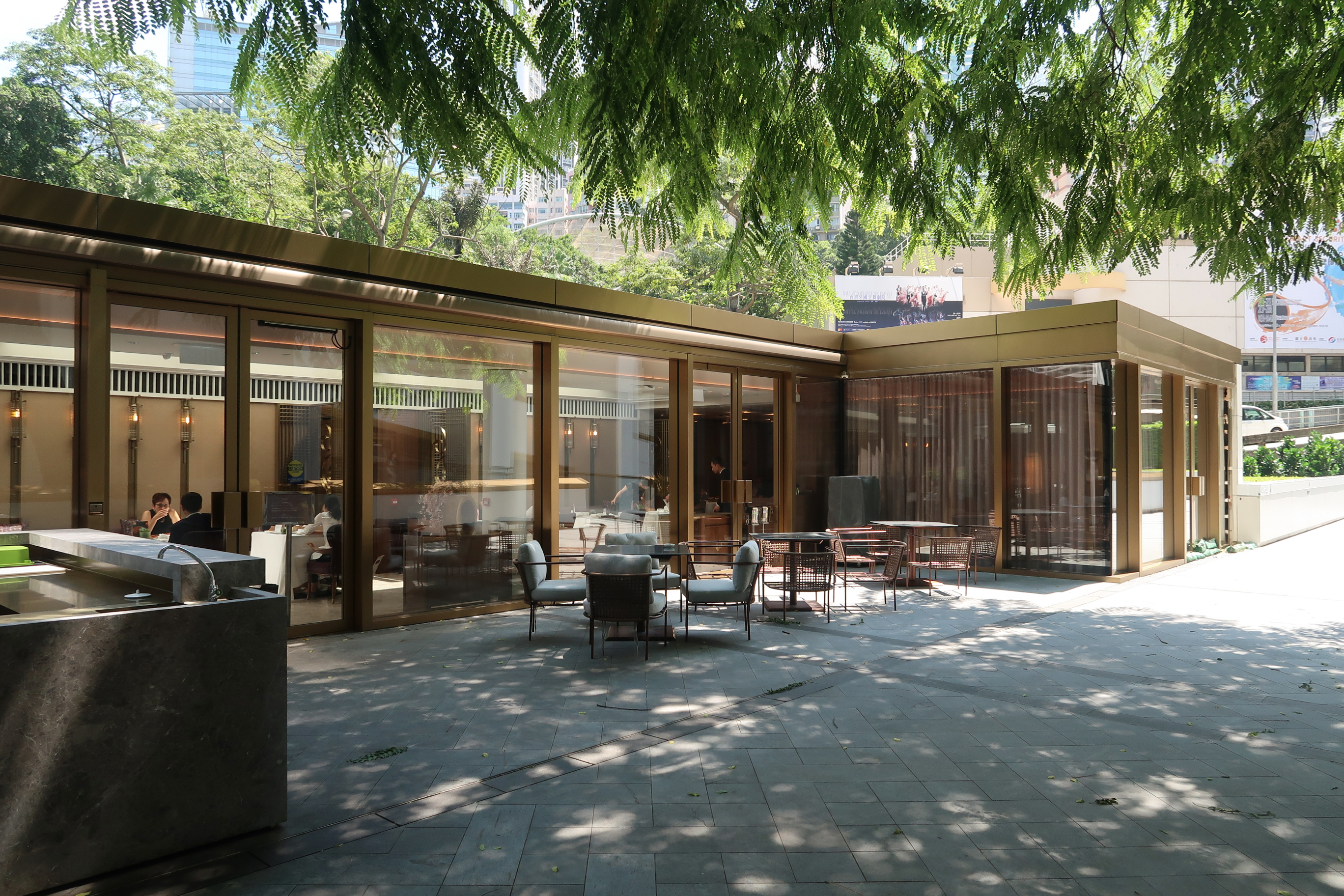
平台設有一座兩層高的亭樓中餐廳「国福楼」

香港美利酒店（英語：The Murray Hotel）位於香港香港島金鐘紅棉路22號，毗鄰政府山並設有行人隧道連接。大廈樓高21層，前身為政府辦公大樓美利大廈（Murray Building），由當時工務司署英國現代主義建築師 Ron Phillips 設計，於1969年落成，並於同年2月7日揭幕。因為中區政府合署的運作空間不足，大廈曾經是香港政府一些重要決策局及部門的總部，也曾經是當時最高的政府建築物，直至1980年代被金鐘道政府合署高座取代為止。
雖然美利酒店是仿古建築，但並不在香港法定古蹟列表。
前身政府辦公大樓美利大廈是以佐治·美利爵士（Sir George Murray）命名。

## 特色
大廈窗口位經過精心設計，以防止過多的直射陽光進入，曾贏得1994年機電工程署「建築物能源效益獎」的優異獎。

## 租戶
前運輸局於1998年7月2日遷往美利大廈15樓及16樓的新辦公室運作。

## 政府有意公開拍賣大廈用地
2006年，根據行政署資料，美利大廈則約有6萬2千平方呎，以現時中環甲級寫字樓平均呎價做標準，以地積比率15倍，美利大廈土地如公開拍賣，地價逾85億港元。
2006年6月23日落實添馬艦將會用以興建新政府總部的發展之後，意味著美利大廈日後將可能有其他用途。惟香港政府必須按照《香港法例》第131章《城市規劃條例》等法律程序向公眾進行諮詢。
2008年元旦，建造業訓練委員會總部由美利大廈遷往香港仔漁光道95號建造業訓練委員會香港仔訓練中心。

## 活化

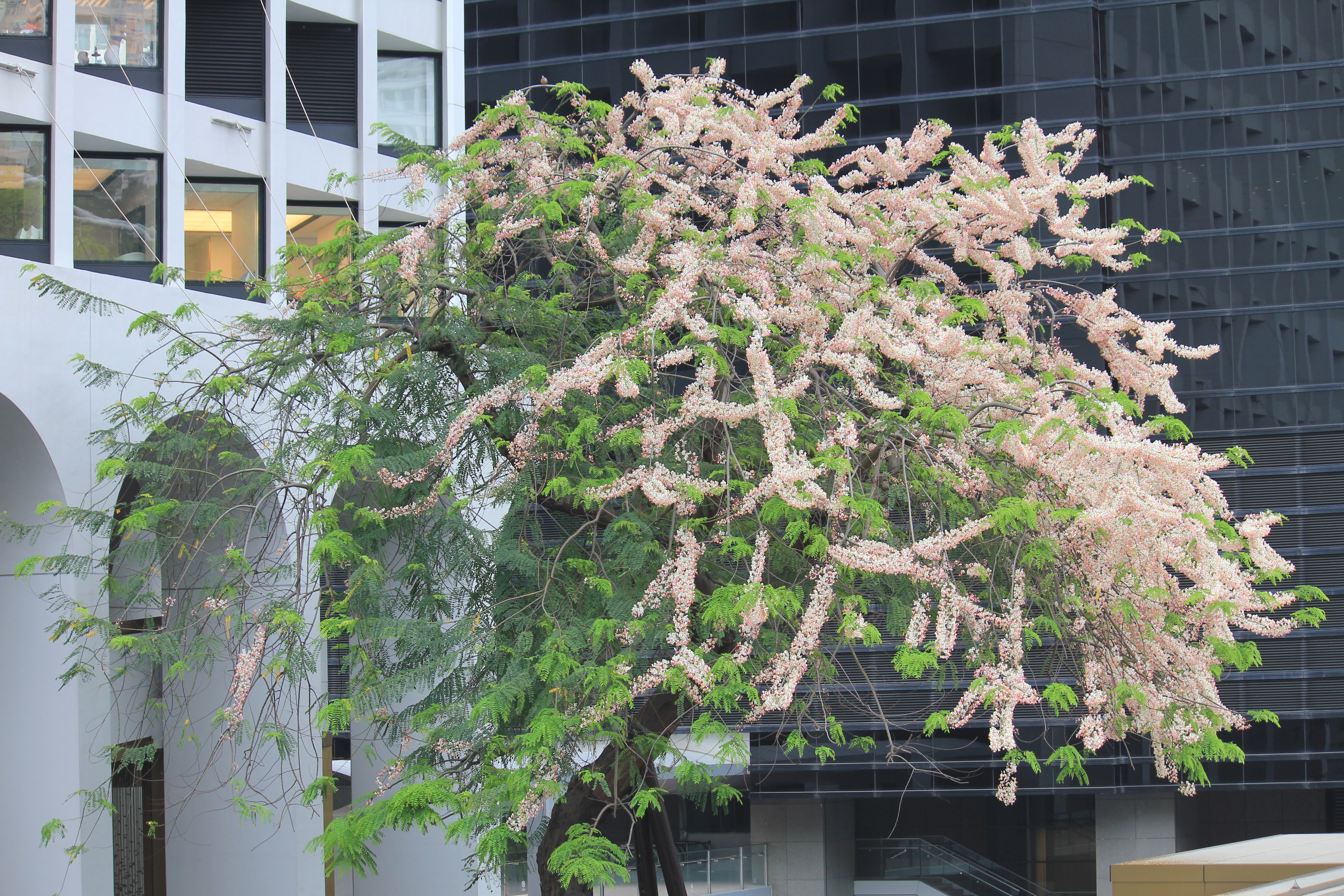
酒店旁會於4至5月開花的節果決明

香港政府考慮到美利大廈的特色和極佳的位置，因此在2009年10月，《施政報告》中提到，建議在添馬艦發展工程竣工後，將大廈列作招標，改作酒店用途。政府預計會於2011年年中公開招標，於2013年至2014年完成將其改建為五星級酒店，提供300間房間。
2012年8月29日，隨著政府新聞處遷出及遷入海港政府大樓，意味著美利大廈已經完成其歷史任務。
美利大廈將進行活化工程，改變用途用為一座五星級酒店。惟和記黃埔有限公司（後改組為長江實業集團有限公司）提出司法覆核，致使工程項目受到阻礙。
2018年，活化完畢的美利大廈成為了五星級酒店 The Murray，而本身的獨特幾何設計和門前的古樹得以保留。而原本是舊停車場的行車道，現已改建成以白色大理石為主調的酒店大堂。而民眾亦可以從不同的通道進出動植物公園和紅棉路，任何人都可以到花園來欣賞放置在戶外的藝術品，他們可以不需經過酒店大堂就進入酒店內的餐廳。酒店是開放給公眾的，人們可隨時來閒逛，可達性非常高。
酒店設有英式下午茶，配合酒店內部裝潢的典雅格調，非常舒適。酒店平台設有一座兩層高的亭樓中餐廳「国福楼」，並提供戶外用餐區。頂樓設餐廳及酒吧 Popinjays，以歐陸菜為主。

### 招標
美利大廈項目於2013年10月底截標時，吸引共18間財團入標，為近年來市場反應最熱烈的酒店官地。到同年11月6日，地政總署公布，由九倉系持有的海港企業 Smart Event Investments Limited，以44億元投得美利大廈用地，批租期為50年。美利大廈的可建樓面約32.5萬方呎，至少七成樓面需作酒店用途，現有大廈外牆不能拆卸，發展商只可作內部改裝。
中標的發展商還要保留，當年為大廈平頂的鐵剷，以及工務局當年，設計萬宜水庫而獲得的獎座。
酒店項目造價高達10億美元（約78億港元），並交由九龍倉置業同系的馬哥孛羅酒店集團管理，命名為 The Murray, Hong Kong, a Niccolo Hotel（及後酒店集團已為物業加上中文名稱香港美利酒店），提供336間酒店房，七成半房間面積500多呎，少部分約800呎，最大的總統套房達2400呎，原定2017年10月底開業，最終延至2018年1月15日開業。房租參考中環五星級酒店，每晚約4000港元。設施包括天台酒吧、餐廳、會議及宴會場地。

## 改變用途前內部各層使用情況
| 樓層                        | 使用單位                     | 備註                                   |
| --------------------------- | ---------------------------- | -------------------------------------- |
| 地下                        | 停車場                       |                                        |
| 2樓                         | 商務及經濟發展局通訊及科技科 | 已遷至政府總部並改組為通訊及創意產業科 |
| 3-8樓                       | 政府新聞處                   | 已遷至海港政府大樓                     |
| 4樓                         | 政府刊物銷售處               | 已遷至北角政府合署                     |
| 10樓-13樓，17樓、18樓及21樓 | 發展局                       | 已遷至政府總部                         |
| 14樓                        | 交通諮詢委員會               | 已遷至政府總部                         |
| 15及16樓                    | 運輸及房屋局                 | 已遷至政府總部                         |
| 18-21樓                     | 食物及衞生局                 | 已遷至政府總部                         |
| 20樓                        | 香港牌照上訴委員會           | 已遷至政府總部                         |
| 21樓                        | 活化歷史建築伙伴計劃秘書處   | 已遷至尖沙咀東部帝國中心7樓701B室      |

上述所列全部部門現已全部遷離。

## 鄰近建築物
- 律政中心中座及東座／西座
- 香港公園
- 聖約翰大廈
- 梅夫人婦女會主樓
- 美國駐香港總領事館
- 香港禮賓府
- 聖約翰座堂
- 花園道三號
- 花旗銀行大廈
- 工商銀行大廈
- 美利道停車場大廈（已拆卸）
- 聖若瑟書院

## 鄰近街道
- 紅棉路
- 上亞厘畢道
- 下亞厘畢道
- 花園道

## 事件

### 酒店職員以粗言穢語指鬧客人
2024年7月5日，網上流傳一段影片，顯示該酒店男職員與一名疑似內地遊客於酒店門外發生爭執。其間男職員以粗言穢語指罵客人，由於數日前沙田麗豪酒店亦發生同類事件，影片瞬間於社交媒體瘋傳。。

## 圖集

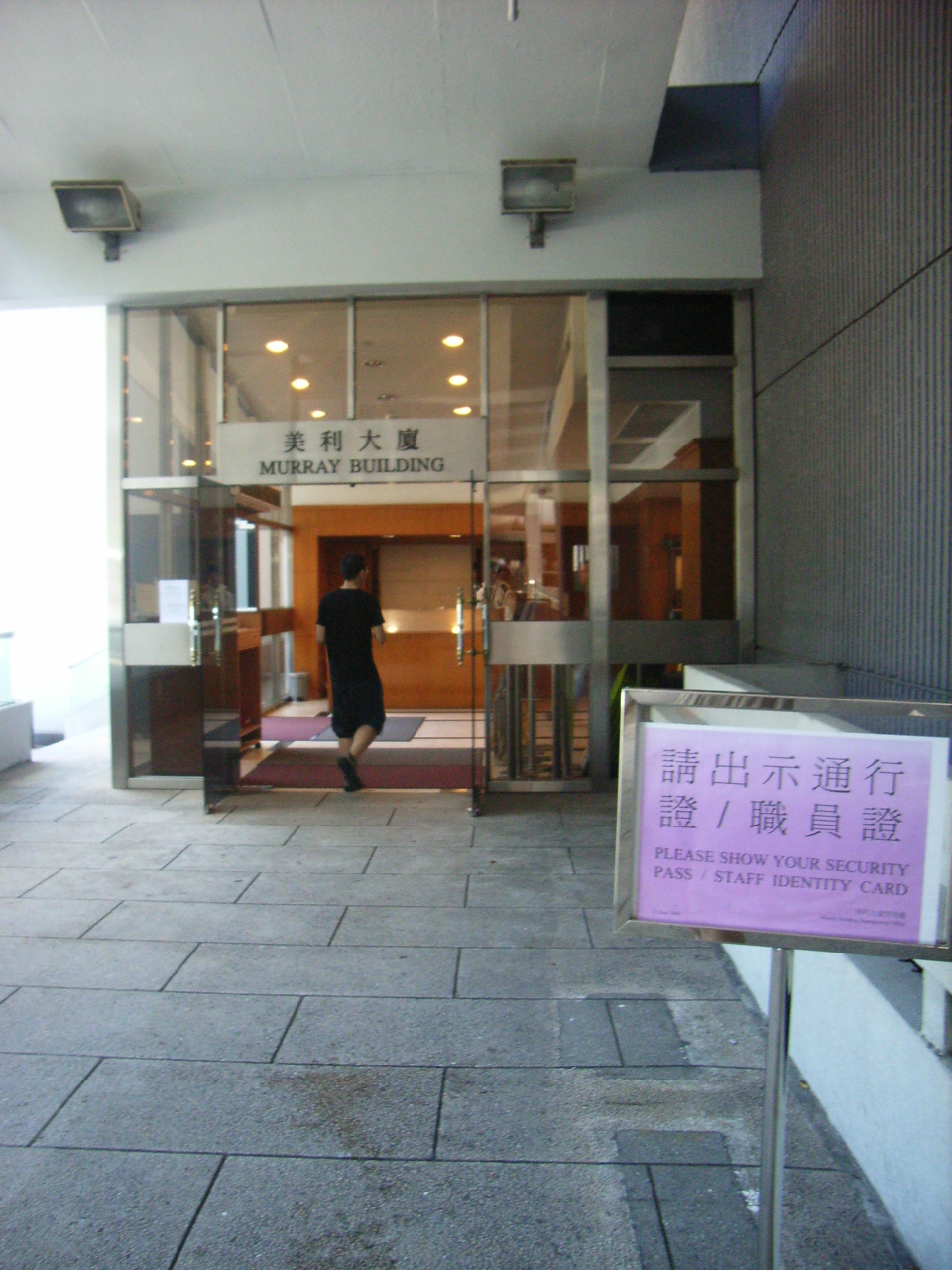
美利大廈入口（2006年）
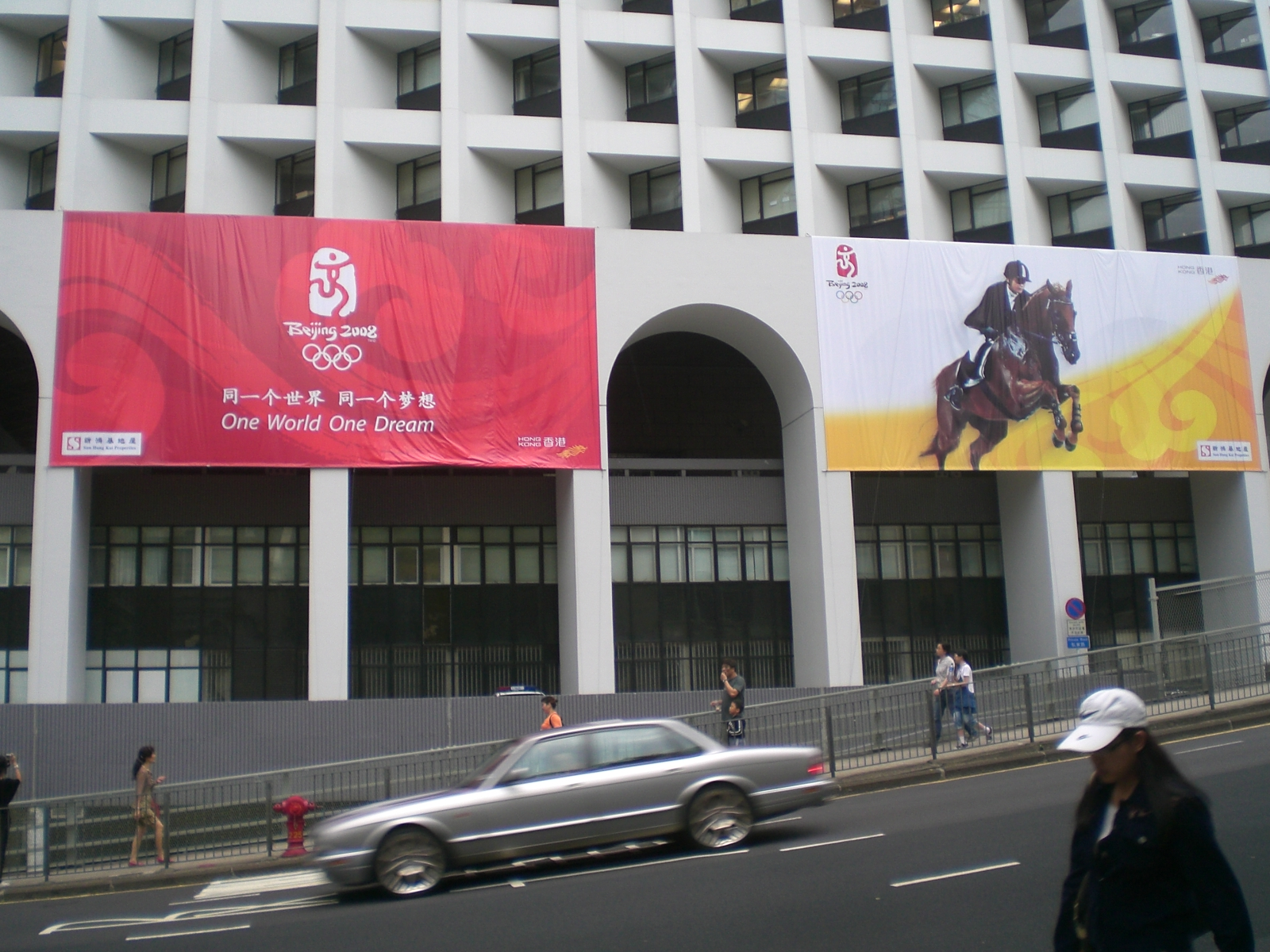
2008年京奧期間在外牆的大型橫額
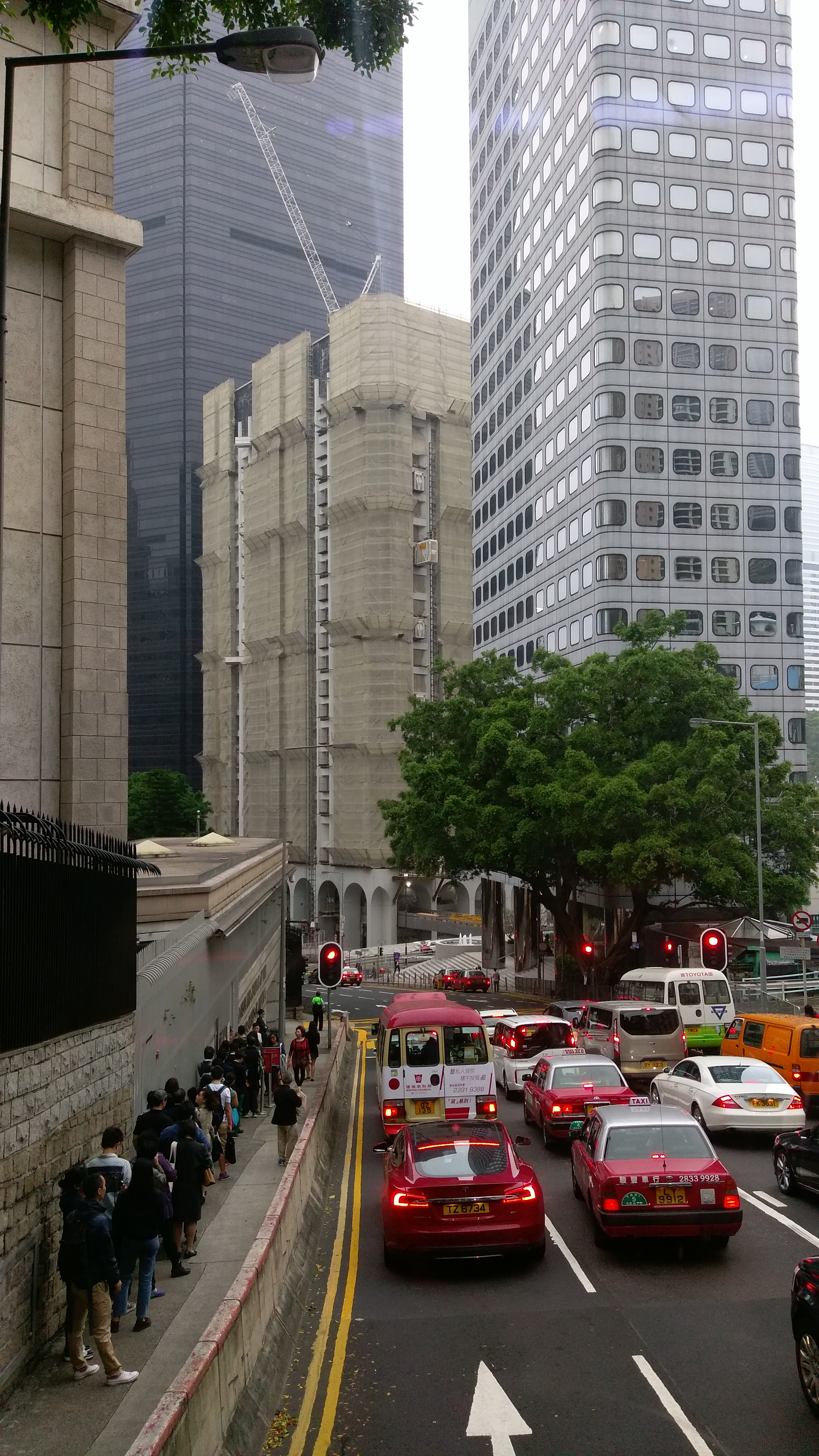
2016年正進行活化工程的美利大廈
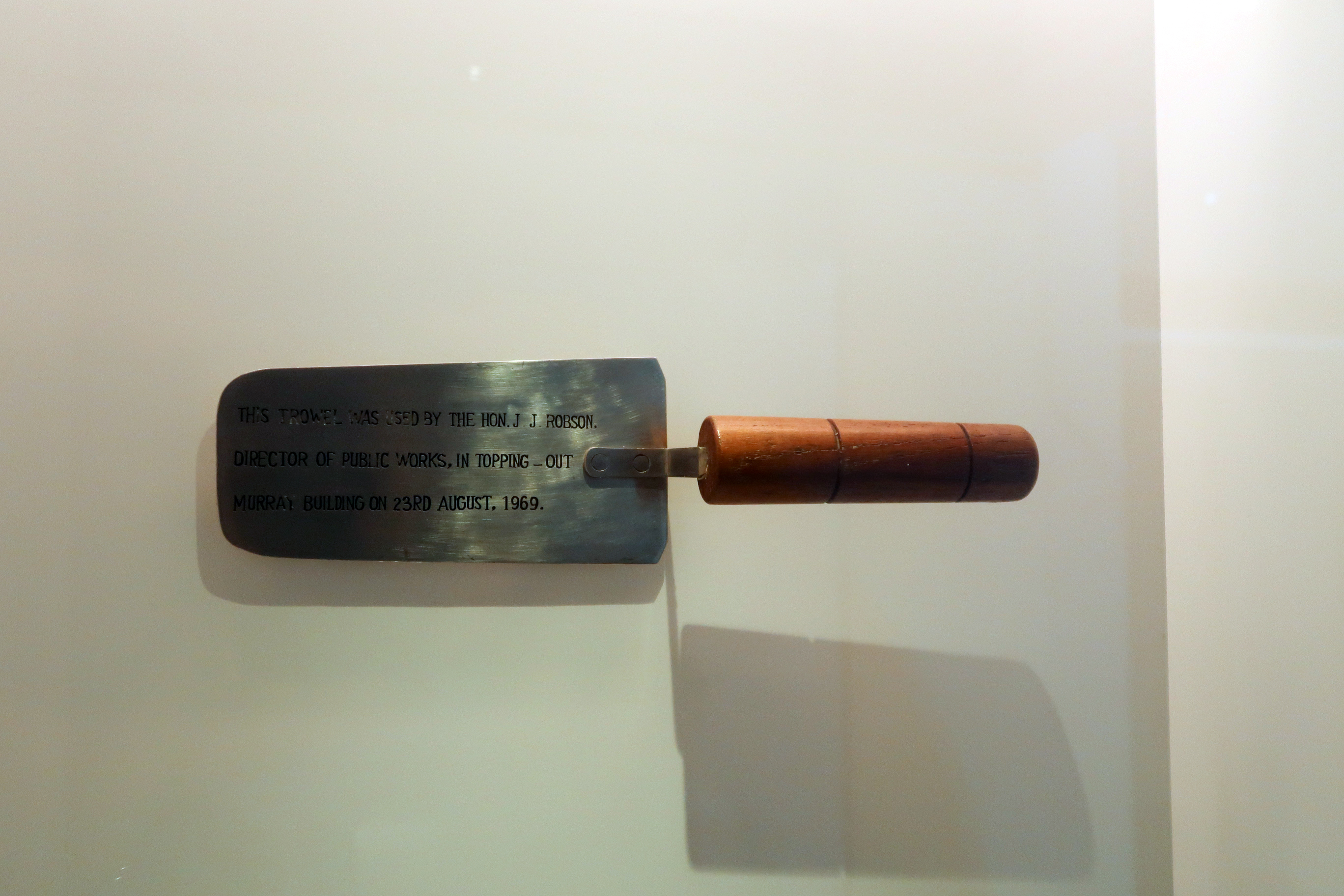
活化後在1樓展示1969年8月竣工時的灰匙
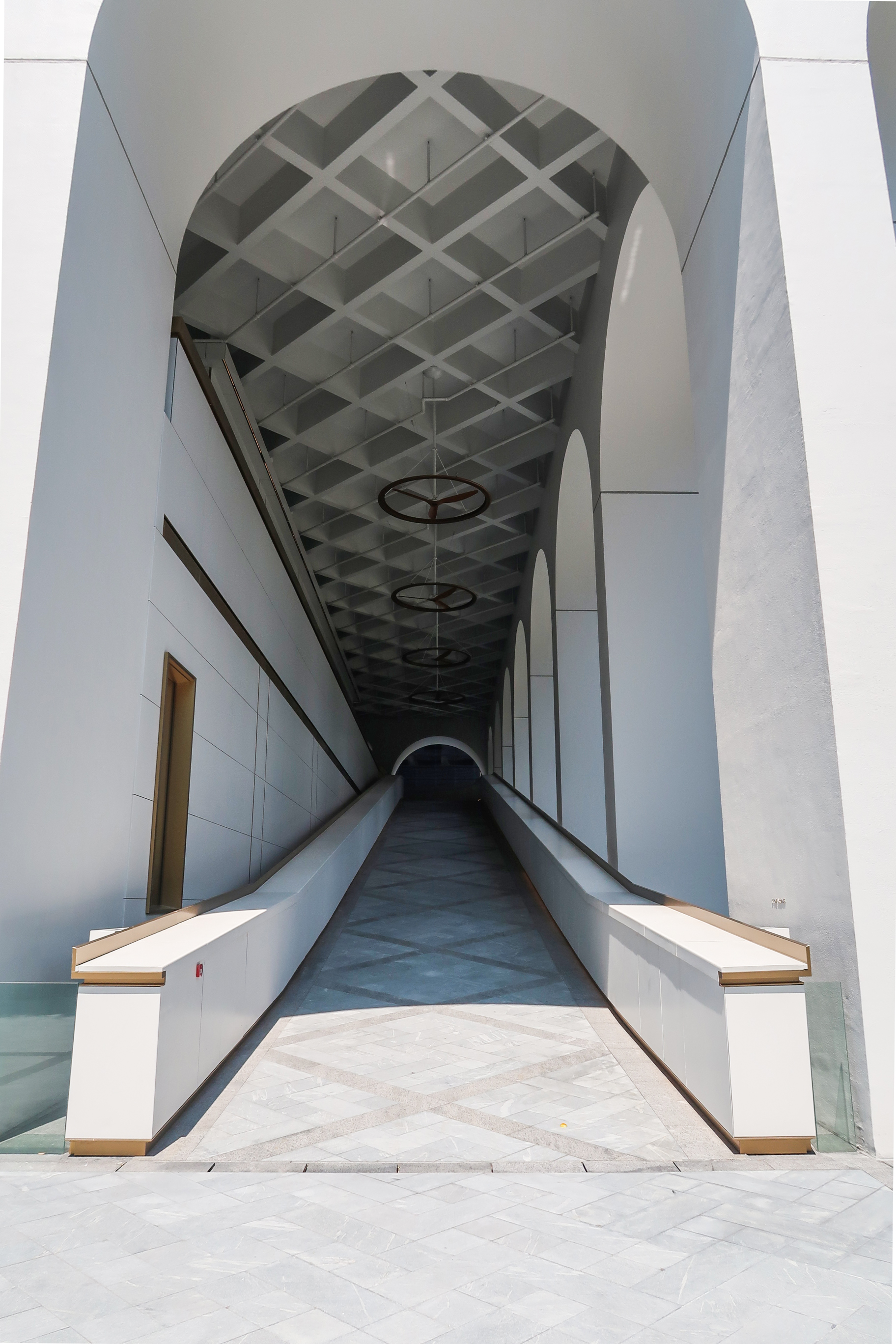
活化後的車道成為打卡熱點